# Гуннхильда
Гуннхильда (англ. Gunhild Gunhild, Gunnhild,, Gundhild, Gunhilde, Gunhilda) — редкое скандинавское и германское женское имя.

## Эволюция и происхождение
Имя состоит из двух корней означающих слово война hild/hildr и gunn.

## Известные носители
- Гунхильда Венденская, жена Свена I короля Дании
- Гунхильда Росен, Шведская балерина
- Гунхильде, сестра Свена I короля Дании
- Гунхильда Датская, дочь Канута Великого и жена Генриха III императора священной римской империи
- Гуннхильда Мать Конунгов, жена Эрика Кровавая Секира
- Гуннхильд Харалдсдоттир, жена Паллинга Токесена
- Гунхильда Свейнсдоттир, принцесса Дании и Швеции

## Примечательные факты
Название района Лондона Ганнерсбери означает поместье Гуннхильды.